# Ray Alexander Simons
Rachel Simons ou Ray Alexander Simons, née le 2 janvier 1913 et morte le 12 septembre 2004, est une militante sud-africaine, féministe et communiste, d’origine lettone, qui a joué un rôle important dans l'organisation des syndicats noirs. L'ANC lui a décerné le prix Isithwalandwe en 2004.

## Biographie
Elle est née en 1913 en Lettonie sous le nom de Rachel Alexandrowich,. À l'âge de 15 ans, elle gagne Le Cap comme réfugiée en 1929 pour échapper à la persécution des juifs et des communistes dans son pays. Elle adhère rapidement au Parti communiste sud-africain.
Dans les années 1930, elle est active dans les mouvements communistes et syndicaux et est élue membre du bureau politique du Parti en 1938. Elle est généralement connue sous le nom de Ray Alexander. En 1935, elle devient secrétaire du syndicat des travailleurs industriels et commerciaux. Elle travaille ensuite pour le syndicat des travailleurs du vêtement. 
En 1937, elle se marie une première fois, puis divorce quelques années plus tard. En 1941, elle épouse Jack  Simons, maître de conférences à l’université du Cap, et communiste. Ils vivent dans une maison près de la Montagne de la Table, offrant l'accueil et l'assistance aux organisateurs africains de syndicats.
Elle participe à l’organisation de syndicats de travailleurs dans de nombreux métiers, et notamment le Syndicat des travailleurs de l'alimentation et du fourrage (Food and Canning Workers Union ou FCWU). Elle participe à la constitution du syndicat sud-africain des chemins de fer et des ports et à la Fédération des femmes sud-africaines, dont elle est la première secrétaire nationale. Toutefois, en 1953, elle se voit interdire  par le gouvernement toute activité syndicale et, en 1965, elle et son mari, Jack, sont contraints de s’exiler à Lusaka, en Zambie. De la Zambie, ils se rendent en Angleterre. Ensemble, outre l'enseignement, ils y écrivent l'ouvrage  Class and Colour in South Africa 1850–1950, une analyse de la relation entre classe et race, et la façon dont ceci a façonné le paysage politique et social sud-africain. Ils reviennent à Lusaka en 1967 et sont les premiers Blancs à être admis au Congrès National Africain (ANC). Ils sont de retour d'exil dès 1990.
En 2004, elle reçoit la médaille d'Isitwalandwe, décernée par le ANC. Elle meurt au Cap à l'âge de 91 ans.

## Publications
- (en) Class and Colour in South Africa 1850–1950, Penguin Books Ltd., 1969 (DOI 10.2307/217106, lire en ligne), écrit avec son mari.
- (en) All My Life and All My Strength, STE Publishers, 2004.